# Харди, Джереми
Джереми Джеймс Харди (17 июля 1961 год, Олдершот, Гэмпшир, Великобритания — 1 февраля 2019 года) — британский юморист, сценарист, актёр. Наиболее известен выступлениями на радиопостановках «Викторина новостей» и «Мне жаль, что я не знаю».

## Биография
Харди родился в британском городе Олдершот в семье специалиста по ракетостроению Дональда Харди (1925—2016) и Шейлы Стагг (1924—2012), где был пятым и самым младшим ребёнком. Учился в колледже Фарнем, позже изучал современную историю и политику в Саутгемптонском университете. Впоследствии ему не удалось получить место на курсе журналистики и он решил стать актёром.

## Карьера
Харди работал сценаристом, но в начале 1980-х перешёл в жанр стендапа в Лондоне c частичным финансированием государственной программы Enterprise Allowance Scheme. В 1988 году на фестивале Фриндж в Эдинбурге получил премию Perrier Comedy Award.
В конце 1980-х годов дебютировал на телевидении, регулярно выступая в роли микрофонщика Джереми в комедийном шоу Рори Бремнера Now — Something Else на BBC Two, а также в качестве приглашенного гостя в ток-шоу BBC One Wogan. Харди снялся в комедийном шоу Blackadder Goes Forth (1989) и представил телевизионный документальный фильм о политических событиях гражданской войны в Англии, а также выпуск Top of the Pops в 1996 году. Он был одним из двух капитанов команд на игровом шоу BBC Two If I Ruled the World.
Кит Холлербах фигурировал вместе с ним в радиопередачах BBC «Неестественные действия» и «Дома с Харди».
Известность Харди принесла работа на BBC Radio 4, в частности, Викторина «Новости», «Мне жаль, что я не имею ни малейшего понятия», а также благодаря своей продолжительной серии монологов «Джереми Харди говорит с нацией». Его мучительно негласное пение было продолжительной шуткой на радиопостановке «Я извиняюсь, что я не имею ни малейшего понятия», на которой он регулярно появлялся, и которая была скопирована с большим недостатком в дополнительном радиосериале «Ты» Буду пить чай: дела Хэмиша и Дугала.
Его опыт в Палестине во время вторжений израильской армии в 2002 году стал темой документального фильма «Джереми Харди против израильской армии» (2003), режиссёром которого была Лейла Сансур. Четырёхсерийный сериал под названием «Джереми Харди чувствует, что это» было передано по радио 4 в декабре 2017 года по январь 2018 года».
До 2001 года Харди был колумнистом газеты The Guardian. Позже — колумнистом издания Evening Standard.
Первая книга Харди «Когда ты в последний раз видел своего отца?» была опубликована издательством Methuen Publishing в 1992 году. Книга «My Family and Other Strangers», написанная на основе своей семейной истории, была опубликована издательством Ebury Publishing 4 марта 2010 года.

## Политические взгляды
Харди поддержал ирландскую националистку Рошин Макэлиски, тогдашнюю беременную дочь Бернадетт Макалиски, когда её обвинили в причастности к минометному обстрелу ИРА в Германии, и внёс часть залога, освободив её. Он также поддержал кампанию за освобождение Дэнни Макнами, ошибочно осужденного за участие в бомбардировке Вайд-Ирландской Республиканской армии 20 июля 1982 года.
В выпуске Джереми Харди «Говорит народу» на BBC Radio 4 «Как бояться», транслировавшемся в сентябре 2004 года, Харди пошутил о том, что члены и сторонники Британской национальной партии «стреляли в затылок», вызывая жалобы и заставляя городской совет Бернли отменить шоу в городе из-за опасений, что оно может быть «разрушительным» в районе с недавней историей расовой напряженности.
В сентябре 2016 года Харди выступил на митинге Keep Corbyn в Брайтоне в поддержку кампании Джереми Корбина на выборах руководства лейбористской партии. Он и Корбин были друзьями на всю жизнь; после смерти Харди Корбин назвал его своим «дорогим, пожизненным другом» и сказал: «Он всегда отдавал все за всех и за кампании за социальную справедливость».

## Личная жизнь
В 1986 году Харди женился на актрисе и комике Кит Холлербах, в 1990 году усыновил дочь Элизабет Харди. Позже женился на фотографе и режиссёре Кэти Барлоу.
Был близким другом комика Линды Смит. После её смерти от рака яичников 27 февраля 2006 года, он публично восхвалял её во многих средствах массовой информации и писал её некролог в The Guardian.
Умер 1 февраля 2019 года от рака в возрасте 57 лет. Джули Маккензи, глава радиокомпании BBC Studios, сказала о Харди: «Я буду помнить его как человека, который мог бы заставить аудиторию биться в конвульсиях от смеха, в то же время считал обязательным для себя воздействовать на более глубоком уровне, что говорит о его принципах и непоколебимой заботе о менее удачливых».

## Творчество

### Телевидение
- Helping Henry (1988) — озвучка[21]
- Blackadder Goes Forth (1989)[21]
- Jack and Jeremy's Real Lives (1996)
- If I Ruled the World (1998)[21]
- QI (2003)[21]
- Grumpy Old Men (2004)[22]
- Mock the Week (2005)[23]
- Countdown (2007) (Dictionary Corner)[24]
- The Voice (2008)[25]

### Радио
- The News Quiz[7]
- I'm Sorry I Haven't a Clue[7]
- Just a Minute[7]
- Jeremy Hardy Speaks to the Nation[7]
- Unnatural Acts[6]
- At Home with the Hardys[26]
- You’ll Have Had Your Tea: The Doings of Hamish and Dougal[27]
- 'Chain Reaction][28]
- Comic to Comic[29]
- The Unbelievable Truth[30]
- Jeremy Hardy Feels It (2018)[31]

### Фильмы
- Отель (2001)[7]
- Jeremy Hardy vs. the Israeli Army (2003)[17]
- Переходный возраст (2008)[32]